# There Comes a Time

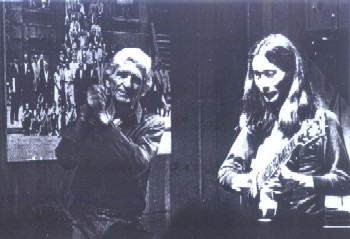
Gil Evans mit Ryō Kawasaki

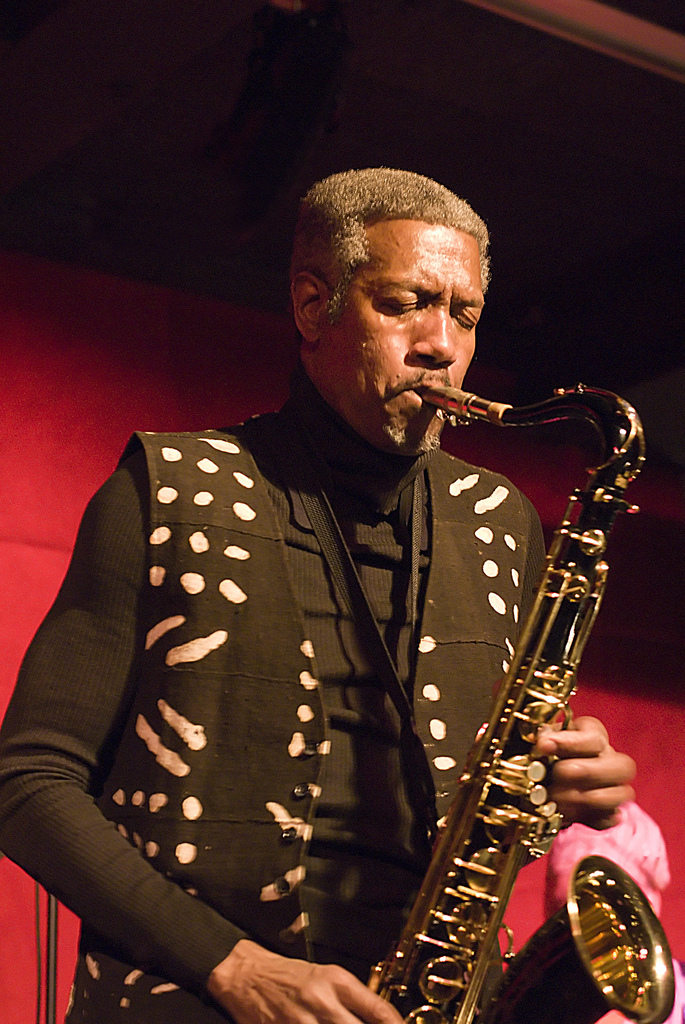
Billy Harper (2007)

There Comes a Time ist ein Jazz-Album von Gil Evans. Die Aufnahmen entstanden zwischen März und April 1975 und wurden 1976 als LP auf RCA Victor veröffentlicht. Nach einer kompletten Neubearbeitung durch Gil Evans und Ed Michel erschien 1988 das Album als CD bei RCA Bluebird.

## Die Aufnahmen 1975
In der ersten Hälfte der 1970er Jahre änderte sich die Instrumentierung des Gil-Evans-Orchesters; waren in den Alben der 60er Jahre – wie bei seinem Verve-Album The Individualism of Gil Evans noch die Bläser-Arrangements dominierend, wurden nun Trompeten, Posaunen, Tuba und Saxophone reduziert zu Gunsten der Rhythmusgruppe, die durch den Einsatz zahlreicher elektronischer Instrumente (E-Piano, Orgel, Keyboards und Synthesizer) sowie zahlreicher Perkussionsinstrumente verstärkt wurde. Insgesamt fünf Perkussionisten bzw. Schlagzeuger wurden zu diesem Zweck in das Ensemble geholt: Joe Gallivan, Tony Williams, Bruce Ditmas, Sue Evans, die auch Celesta spielte, und Warren Smith. Statt eines Kontrabasses ließ Gil Evans Herb Bushler einen E-Bass benutzen; Ryō Kawasaki spielte E-Gitarre. Solisten unter den Bläsern waren George Adams und Billy Harper am Tenor- und David Sanborn am Altsaxophon sowie der Trompeter Lew Soloff und der Tubist Howard Johnson, der auch Bassklarinette, Baritonsaxophon und Posaune spielte.
Gil Evans hatte mit seinem Orchester im Jahr zuvor ein Album mit Musik des verstorbenen Gitarristen Jimi Hendrix veröffentlicht und war in Europa auf Tournee gegangen. Im März und April 1975 arbeitete Gil Evans an den Aufnahmen zum Album. There Comes A Time sollte bis 1983 sein letztes Studioalbum sein; danach veröffentlichte er zunächst Livealben, wie das in London mitgeschnittene Live At the Royal Festival Hall (1978).
Nach Einschätzung der Evans-Biographin Stephanie Stein Crease klang das Album „wilder“ als das vorangehende Hendrix-Album, war „ambitionierter und weniger kommerziell“.

## Die Neuausgabe des Albums 1987
Einige Titel waren von Evans’ Musikern im April 1975 nachbearbeitet worden – „versüßt“ schrieb Ed Michel in den Liner Notes der Neuausgabe des Albums im Jahr 1987. Unzufrieden mit dem Ergebnis, ging Evans ungefähr zwölf Jahre nach den Sessions für RCA mit dem Produzenten Ed Michel daran, die Aufnahmen komplett zu überarbeiten und neu abzumischen. Die damaligen Veränderungen bei den Abmischungen wurden teilweise zurückgenommen und frühere Fassungen wiederhergestellt. Evans erlaubte nun auch leichteren gewebten Passagen durch die Dichte des Klangs zu kommen. Der Titel „The Meaning of the Blues“, der auf 1976er LP auf ca. sechs Minuten gekürzt worden war, wurde nun in der ursprünglich aufgenommenen Länge von zwanzig Minuten editiert. Drei bislang unveröffentlichte Titel, Clifford Browns „Joy Spring“, „So Long“ und „Buzzard Variation“ erschienen nun erstmals. Die 1975 eingespielte Version von „Little Wing“ wurde herausgenommen und erschien auf dem Album mit Evans’ gesammelten Jimi-Hendrix-Einspielungen. Auch Hannibal Marvin Petersons Komposition „Aftermath the Fourth Movement: Children of the Fire“ wurde nicht in die CD-Ausgabe übernommen; das Titelstück, die Tony-Williams-Komposition „There Comes a Time“ wurde teilweise gekürzt.

## Die Musik des Albums
Den kurzen „King Porter Stomp“ hatte Gil Evans schon 1958 für sein Album New Bottle, Old Wine aufgenommen; wie auf dieser früheren Aufnahme wird auch hier ein Solist auf dem Altsaxophon besonders herausgestellt; statt Cannonball Adderley ist das nun David Sanborn. Im Gegensatz zur ursprünglichen Version ist die Neueinspielung des Jelly-Roll-Morton-Titels stark von den eingesetzten Synthesizern geprägt; unter ihnen durchgehend der Elektroniker David Horovitz.
Das anschließende – nicht einmal zwei Minuten lange – Evans-Stück „Makes Her Move“ wirkt wie der Auftakt zu dem Kernstück des Albums in der Ausgabe von 1987, Bobby Troups Komposition „The Meaning of the Blues“, dominiert durch die Klangeffekte von Joe Gallivan an der Steel-Gitarre, Synthesizer und diversen Perkussionsinstrumenten sowie die folgenden Soli von Howard Johnson an der Bassklarinette und dann George Adams auf dem Tenorsaxophon.
The „Meaning of the Blues“ beginnt mit der Einleitung durch Joe Gallivan, der sein Instrumentarium aus einem selbst konstruierten Drum-Synthesizer, Rückkopplungsgeräuschen der E-Gitarre, verschiedenen Glocken, Glasflaschen einsetzte; dann erscheint die Bass-Linie, gespielt auf den gestimmten Tablas von Bruce Ditmas. Der allmählich durch die diversen Keyboards und Synthesizer geschaffene Klangteppich wird immer wieder durch kurze Bläserriffs unterbrochen; bei 1:40 schält sich daraus ein Bassklarinettensolo von Howard Johnson heraus, das von (kommenden und verschwindenden) Bass- und Keyboard-Linien eingerahmt wird. Die Bläser beenden sein Solo mit dem kurzen Themenspiel bei 3:27, bevor George Adams zu seinem ausgedehnten Solo anhebt, das für den Rest des Titels das Geschehen bestimmt. Die Bläser schaffen durch ihre kurzen Einwürfe Zäsuren; Evans verändert während Adams’ Spiel immer wieder den Hintergrund. es gibt kurze meditativ anmutende Momente, geschaffen durch Gongs und Basstrommeln und die Mallet-Instrumente, dann steigert sich das Spiel wieder zu Sequenzen einer kurzen kollektiven Improvisation; es gibt Momente, in denen Gil Evans die große Rhythmusgruppe dahingleiten lässt, bis er die Harmonie durch einen Bläserriff unterbricht und die Szenerie wechselt. Nach Momenten der Anspannung folgen Phasen der Konzentration auf nur wenige Spieler; man hört Herb Bushlers Bassgitarre, dessen Knack-Figuren Adams’ Spiel umrahmen. Schließlich klingt das lange Stück mit Joe Gallivans Klang-Texturen aus, wie es begann.

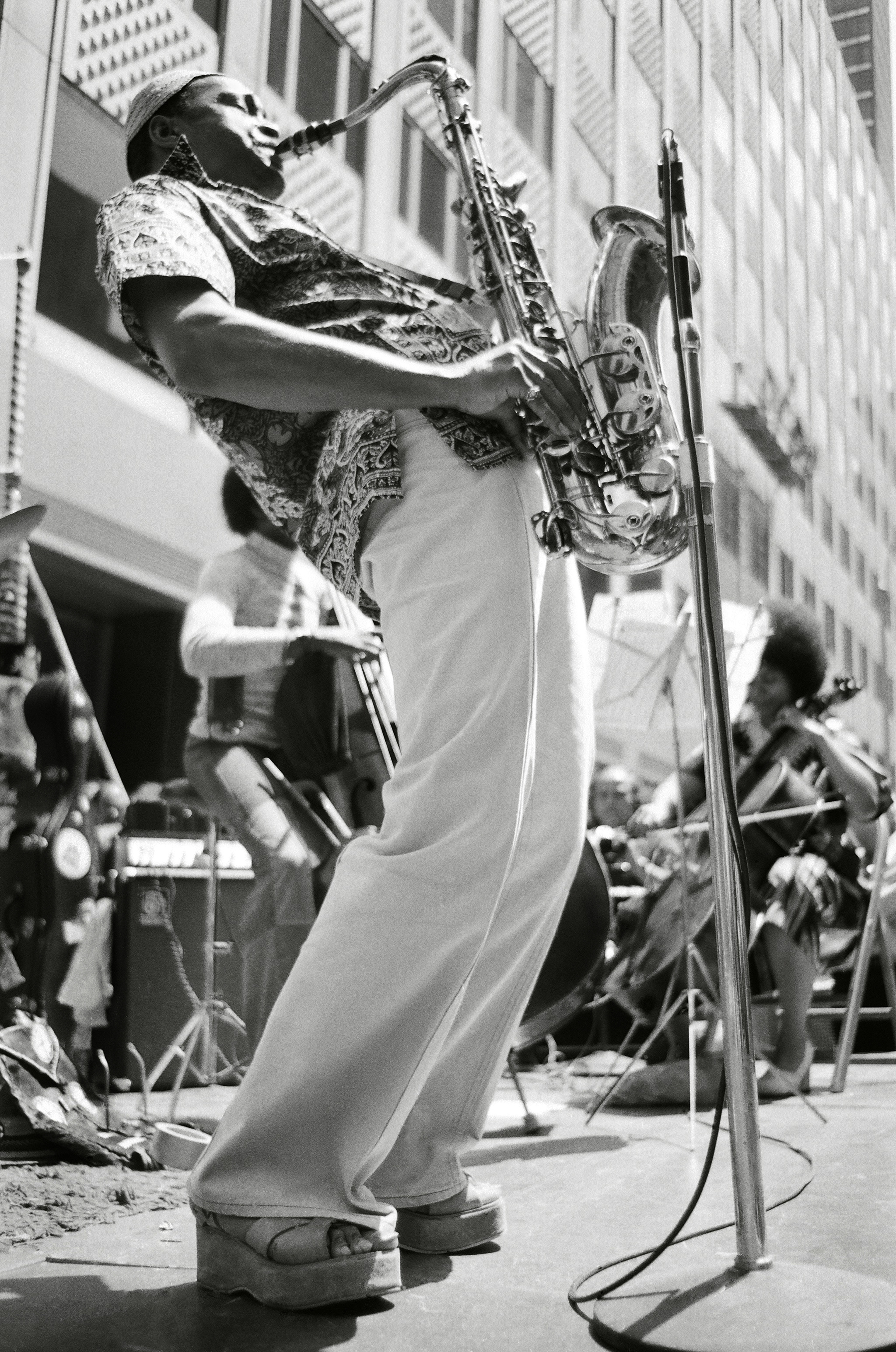
George Adams; 1976

Den kurzen Jazzstandard „Joy Spring“ aus der Feder von Clifford Brown – spielte Gil Evans erstmals 1959 ein – damals mit dem Gitarristen Ray Crawford (Great Jazz Standards). Die hier eingespielte Version beginnt mit einer Einleitung durch Glöckchen und dem von Evans auf der Celesta gespielten Thema, bevor die Bläser einsetzen, die das Stück auch mit einer Coda beenden.
Die langsame Evans-Komposition „So Long“ beginnt mit einem dumpfen Synthesizer-Riff, der das ganze Stück durchzieht; erster Solist ist hier Billy Harper, dem nach einem Zwischenspiel, in dem Warren Smith an den Marimbas zu hören ist, Altsaxophonist David Sanborn folgt.
Das kurze „Buzzard Variation“, eine Reminiszenz an das Porgy & Bess-Projekt 1958 mit Miles Davis („The Buzzard Song“), das ohne herausgehobene Solisten auskommt und durch die Hornbläser und Synthesizer geprägt ist, bildet den Auftakt zu dem Titelstück des Albums, dem (in der überarbeiteten Version) über 14 Minuten langen „There Comes a Time“, dessen Text und Musik von Tony Williams stammt. Eingeleitet wird es durch atonale Synthesizer-Kürzel, bis die Perkussionisten und der Bassist (mit einem durchgespielten Riff) den Rhythmus des Themas schaffen, das von den Bläsern vorgestellt wird; schließlich ertönt die Stimme von Hannibal Marvin Peterson; „I love you more than what's happening – I. Love. You. More...“ Dann nimmt Billy Harper die Melodie auf, um in sein Solo überzuleiten; erneut tritt die Bläsergruppe auf und Peterson wiederholt eine Strophe des Gesangsparts, bevor Lew Soloff zu seinem Solo ansetzt und dabei das Tempo stark zurücknimmt, begleitet von Keyboard-Kürzeln, Glöckchen, Beckenspiel und der durchgehend gespielten Bassfigur. Nach dem Themenspiel und dem erneuten Auftritt des Sängers setzt Soloff sein Solo fort. Angehängt wurde dem Titel das kurze, ohne komplexes Thema auskommende, eher sessionartige Sequenz „Anita’s Dance“, in dem erneut Soloff zu hören ist; das Stück wird dann ausgeblendet.

## Rezeption des Albums
Der Kritiker Scott Yanow, der die Ausgabe des Albums von 1987 im Allmusic mit der zweithöchsten Bewertung auszeichnete, schrieb die CD von 1987 sei soweit überarbeitet, dass sie tatsächlich als ein neues Album anzusehen sei. Er bezeichnete das Remake des „King Porter Stomp“ – mit David Sanborn an Stelle von Cannonball Adderley – als einen Klassiker; die „neue“ Version von „The Meaning of the Blues“ sei bemerkenswert; auf dem Album spiele neben den Solisten Billy Harper, George Adams und Lew Soloff eine kreative Big Band, in der sich akustische und elektrische Instrumente mischen. There Comes a Time sei eine der letzten wirklich großartigen Studiosessions von Gil Evans.

Richard Cook & Brian Morton heben vor allem die ausgezeichneten Soli von Billy Harper (in „So Long“) und George Adams (in „The Meaning of the Blues“) hervor; jedoch seien die beiden letzten Titel „There Comes a Time“ und „Anitas Dance“ weniger geglückt. Dennoch sei das Album nach seiner Überarbeitung der „wohl vollkommenste Hybrid aus dem altmodischen Bigband-Jazz mit den harten Kanten einer elektrischen Rockband.“

## Titel der Original-LP (Ausgabe 1976)

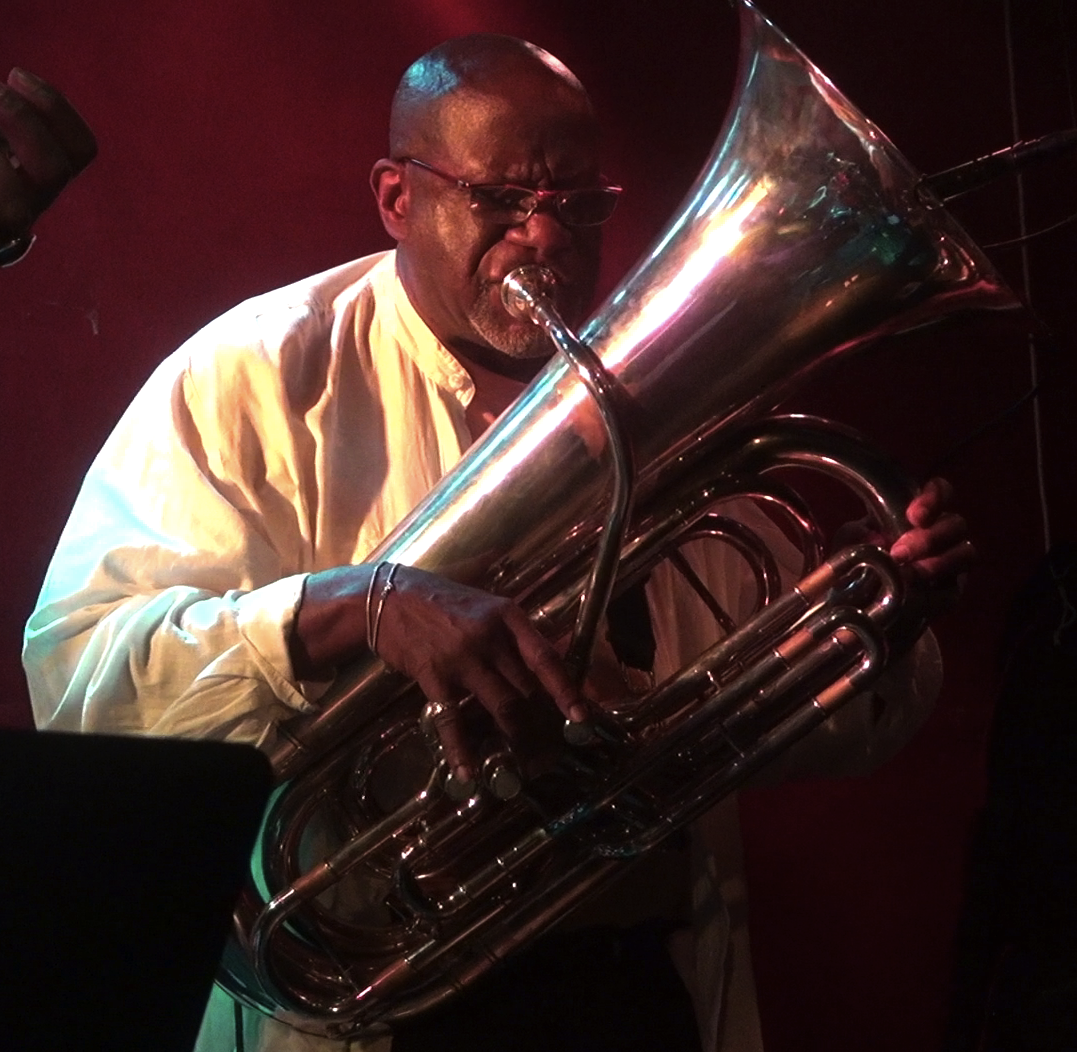
Bob Stewart

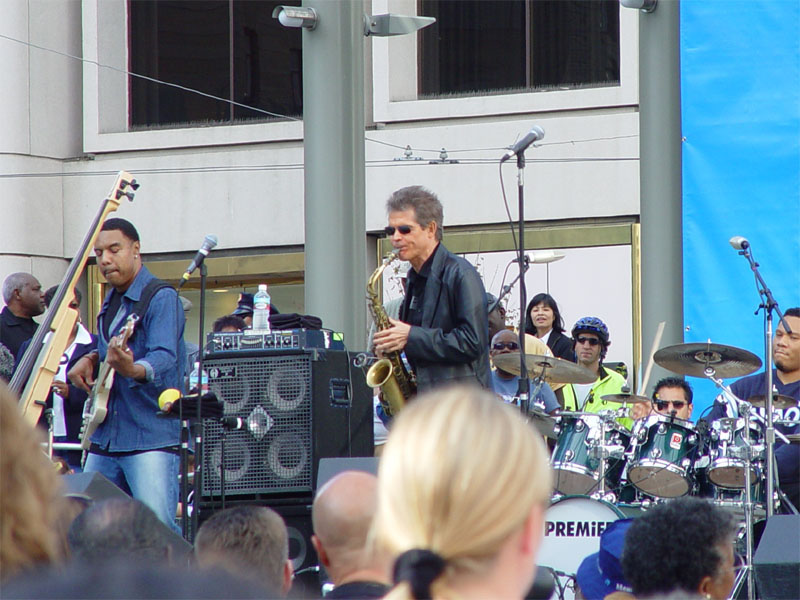
David Sanborn

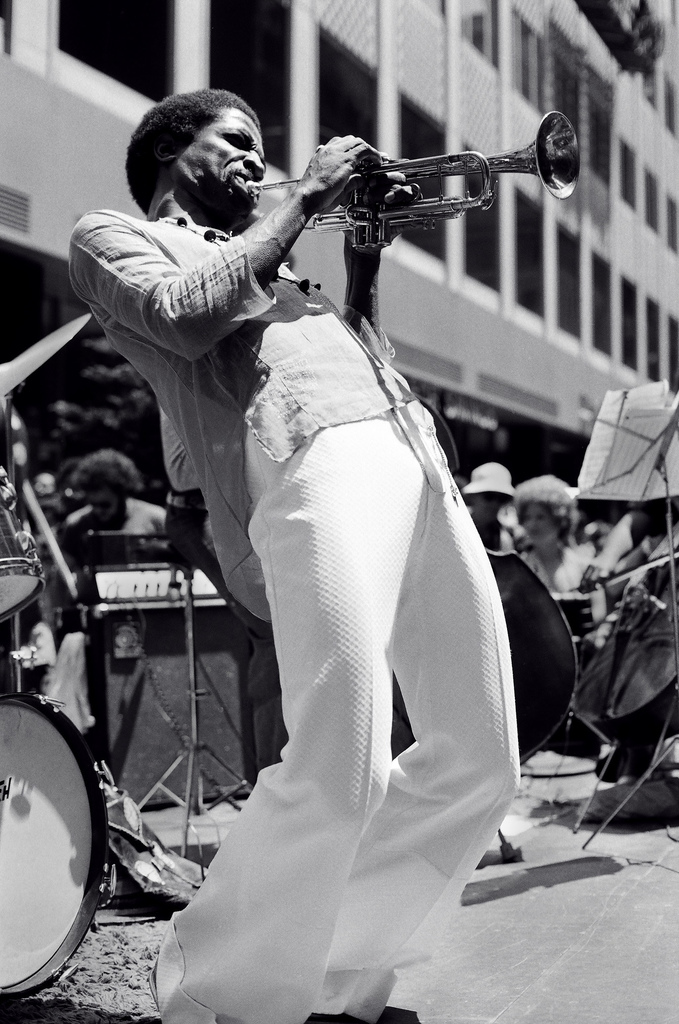
Hannibal Marvin Peterson

- Gil Evans: The Comes a Time (RCA APL1-1057; ed 1976)

A1 – King Porter Stomp (Ferd „Jelly Roll“ Morton) 3:48

A2 – There Comes a Time (Tony Williams) 16:10

A3 – Makes Her Move (Gil Evans) 1:25

B1 – Little Wing (Jimi Hendrix) 5:03

B2 – The Meaning of the Blues (Bobby Troup, Lee Worth) 5:51

B3 – Aftermath the Fourth Movement Children of the Fire (Hannibal Marvin Peterson) 5:45

B4 – Anita’s Dance (Gil Evans) 2:53

## Titel der Neuausgabe 1987
- Gil Evans: The Comes a Time (RCA Bluebird 5783)

1. King Porter Stomp (Ferd „Jelly Roll“ Morton) 3:52
2. Makes Her Move (Gil Evans) 1:42
3. The Meaning of The Blues (Bobby Troup, Lee Worth) 20:01
4. Joy Spring (Clifford Brown) 2:19
5. So Long (Gil Evans) 16:37
6. Buzzard Variation (Gil Evans) 2:35
7. There Comes a Time (Tony Williams) 14:23
8. Anita’s Dance (Gil Evans) 2:55

## Session-Abfolge
- 6. März 1975 – RCA Studio B, NYC

1. Buzzard Variation
2. Joy Spring

- 12. März 1975 – RCA Studio B, NYC

1. So Long

- 11. April 1975 – RCA Studio B, NYC

1. King Porter Stomp
2. The Meaning of the Blues
3. Anita’s Dance
4. Makes her Move
5. Aftermath the Fourth Movement Children of the Fire

- 25. April 1975 – RCA Studio B, NYC

1. There Comes a Time